# Kalika (Sindhupalchowk)
Kalika (nep. कालिका) – gaun wikas samiti w środkowej części Nepalu  w strefie Bagmati w dystrykcie Sindhupalchowk. Według nepalskiego spisu powszechnego z 2001 roku liczył on 486 gospodarstw domowych i 2564 mieszkańców (1291 kobiet i 1273 mężczyzn).